# كريستيان تابوردا
كريستيان تابوردا (بالإسبانية: Cristian Taborda)‏ هو لاعب كرة قدم أرجنتيني في مركز الهجوم، ولد في 21 يوليو 1988 في سانتا في في الأرجنتين. لعب مع باراكاس سينترال وخيمناسيا إسغريما دي ميندوزا ويونيون دي سانتا في.

## وصلات خارجية
- كريستيان تابوردا على موقع قاعدة بيانات كرة القدم.إي يو (الإنجليزية)
- كريستيان تابوردا على موقع Soccerway.com (الإنجليزية)